# Hamartia
Hamartia is een Oudgriekse term om de fatale fout in het karakter van een protagonist van een tragedie aan te duiden. Aristoteles beschreef het in zijn Poetica als de fout die de held ten slotte ten val zal brengen.
In de Griekse tragedie wordt de held vooral door hubris gedreven waardoor hij de waarschuwingen van de goden negeert en zich tegen hen verzet. Door de miskenning van zijn plaats tegenover de goden verstoort hij de natuurlijke orde en wordt hij een speelbal van het noodlot. Zijn lijden eindigt met de dood, of voert hem tot een louterend inzicht.